# Петерлоо (фильм)
«Петерлоо» (англ. Peterloo) — кинофильм режиссёра Майка Ли, вышедший на экраны в 2018 году. Лента приурочена к 200-летней годовщине разгона мирной демонстрации в Манчестере, вошедшей в историю под названием бойни при Петерлоо.

## Сюжет
После битвы при Ватерлоо Джозеф возвращается в родной Манчестер, где сталкивается с отсутствием работы и крайней бедностью, с которой вынуждена мириться его семья. Тяжёлые условия существования способствуют интересу манчестерских рабочих к политике, в частности их поддержкой пользуется требование парламентской реформы, ведь в Парламенте нет ни одного представителя от Манчестера. Выступления ораторов за реформы собирают сотни и тысячи человек. Популярность набирает даже движение радикалов, доходящих до угроз расправы над королём. Министерство внутренних дел и местные власти внимательно следят за настроениями народа и решают, что нужно на корню пресечь зачатки восстания. Поэтому когда в Манчестер приезжает знаменитый оратор Генри Хант, подразделения армии и местной милиции (йоменов) приводятся в боевую готовность...

## В ролях
- Рори Киннир — Генри Хант
- Максин Пик — Нелли
- Пирс Куигли — Джошуа
- Дэвид Мурст — Джозеф
- Рейчел Финнеган — Мэри
- Том Мередит — Роберт
- Симона Битмейт — Эстер
- Роберт Уилфорт — лорд Ливерпуль, премьер-министр
- Карл Джонсон — лорд Сидмут, министр внутренних дел
- Сэм Тротон — мистер Хобхаус
- Роджер Сломан — мистер Граут
- Кеннет Хэдли — мистер Голайтли
- Том Эдвард-Кейн — мистер Коб
- Лиззи Макиннерни — миссис Мосс
- Алистер Маккензи — генерал Джон Бинг
- Нил Белл — Сэмюэл Бамфорд
- Филип Джексон — Джон Найт
- Джон Пол Хёрли — Джон Такер Сакстон
- Том Гилл — Джозеф Джонсон
- Гарри Хеппл — Джеймс Роу
- Иэн Мерсер — доктор Джозеф Хили
- Нико Мираллегро — Джон Бэггли
- Дэнни Киррейн — Сэмюэл Драммонд
- Виктор Магуайр — Нейдин, заместитель шефа полиции
- Стивен Уайт — Оливер, шпион
- Тим Макиннерни — принц-регент
- Мэрион Бейли — леди Конингэм
- Винсент Франклин — преподобный Этельстон
- Джефф Роул — преподобный Хэй
- Алан Уильямс — Мэрриотт, член магистрата
- Лео Билл — Джон Тайас
- Бен Кромптон — Тьюк, художник
- Киран О’Брайен — кузнец

## Награды и номинации
- 2018 — участие в конкурсной программе Венецианского кинофестиваля, где лента получила специальное упоминание.
- 2018 — приз ФИПРЕССИ фестиваля Camerimage (Дик Поуп).
- 2018 — 4 номинации на Премию британского независимого кино: лучшие костюмы (Жаклин Дюрран), лучшая работа художника-постановщика (Сьюзи Дэвис), лучший грим и причёски (Кристин Бланделл), лучшие эффекты (Пол Драйвер, Джордж Зуайер).
- 2019 — участие в конкурсной программе Мюнхенского кинофестиваля.